# Ионная жидкость

Формула 1-бутил-3-метилимидазолий гексафторфосфата [bmim]PF_{6}, одной из самых распространённых ионных жидкостей

Ио́нная жи́дкость — жидкость, содержащая только ионы. В широком смысле этого понятия ионные жидкости — это любые расплавленные соли, например, расплавленный хлорид натрия при температуре выше 800 градусов Цельсия. В настоящее время под термином «ионные жидкости» чаще всего подразумевают соли, температура плавления которых ниже температуры кипения воды, то есть ниже 100 градусов Цельсия. В частности, соли, которые плавятся при комнатной температуре, называются «RTIL» или «Room-Temperature Ionic Liquids».
Основные применения: прикладная наука, биотехнологии, энергетика, химия, ракетостроение. Ионные жидкости относятся к так называемым «зелёным растворителям», которые соответствуют принципам зелёной химии. Некоторые ионные жидкости, например, 1-бутил-3-метилимидазолий хлорид, являются относительно эффективными растворителями для целлюлозы. В классических растворителях этот процесс происходит только в очень жёстких условиях.

## История
Первая публикация вышла в 1888 году. Габриэль сообщал в ней о этаноламмоний нитрате, который имеет температуру плавления 52−55 °C. В 1914 году Пауль Вальден получил первую ионную жидкость с температурой плавления ниже комнатной: нитрат этиламмония [EtNH3]+ [NO3]−, который имеет температуру плавления 12 °C. После этого ионные жидкости на время были забыты, и считались лишь лабораторным курьёзом. В 1951 году Харли получил ионные жидкости из хлороалюминатов, которые использовал для электроосаждения алюминия. В 1963 году Йоук сообщил о том, что смеси хлорида меди (I) с хлоридами алкиламмония зачастую жидкие. В 1967 Свэйн использовал бензоат тетра-н-гексиламмония для исследования кинетики электрохимических реакций. В период с 70 по 80-е годы хлороалюминаты использовались для спектро- и электрохимических исследований комплексов переходных металлов. В 1981 году впервые были использованы, как растворитель и катализатор одновременно, для проведения реакции Фриделя — Крафтса. В 1990 нобелевский лауреат Ив Шовен применил ионные жидкости для двухфазового катализа. В этом же году Остерйонг использовал ионные жидкости для полимеризации этилена при участии катализатора Циглера-Натта. Прорыв в исследовании наступил в 1992 году, когда Вилкес и Заворотко, работая над поиском новых электролитов для батарей, сообщили о получении первых ионных жидкостей устойчивых к воздуху и влаге — солей имидазолия с анионами [BF4]− и MeCO2−. После этого началось активное изучение ионных жидкостей. Количество издаваемых статей и книг постоянно растёт. В 2002 году было зафиксировано больше 500 публикаций, на 2006-й год почти 2000. Фирмы по продаже химических реактивов на данный день предлагают большой выбор коммерчески доступных ионных жидкостей.
В 2009 году Министерство энергетики США (DOE) выделило грант в $5,13 миллиона молодой аризонской компании Fluidic Energy на постройку прототипов долговечных металло-воздушных батарей с удельной ёмкостью на порядок большей, чем у литиево-ионных аккумуляторов. Роль электролита должен играть не водный раствор, а ионная жидкость. Соответственно, новый тип аккумулятора получил название Metal-Air Ionic Liquid Battery.

## Свойства

### Физические свойства

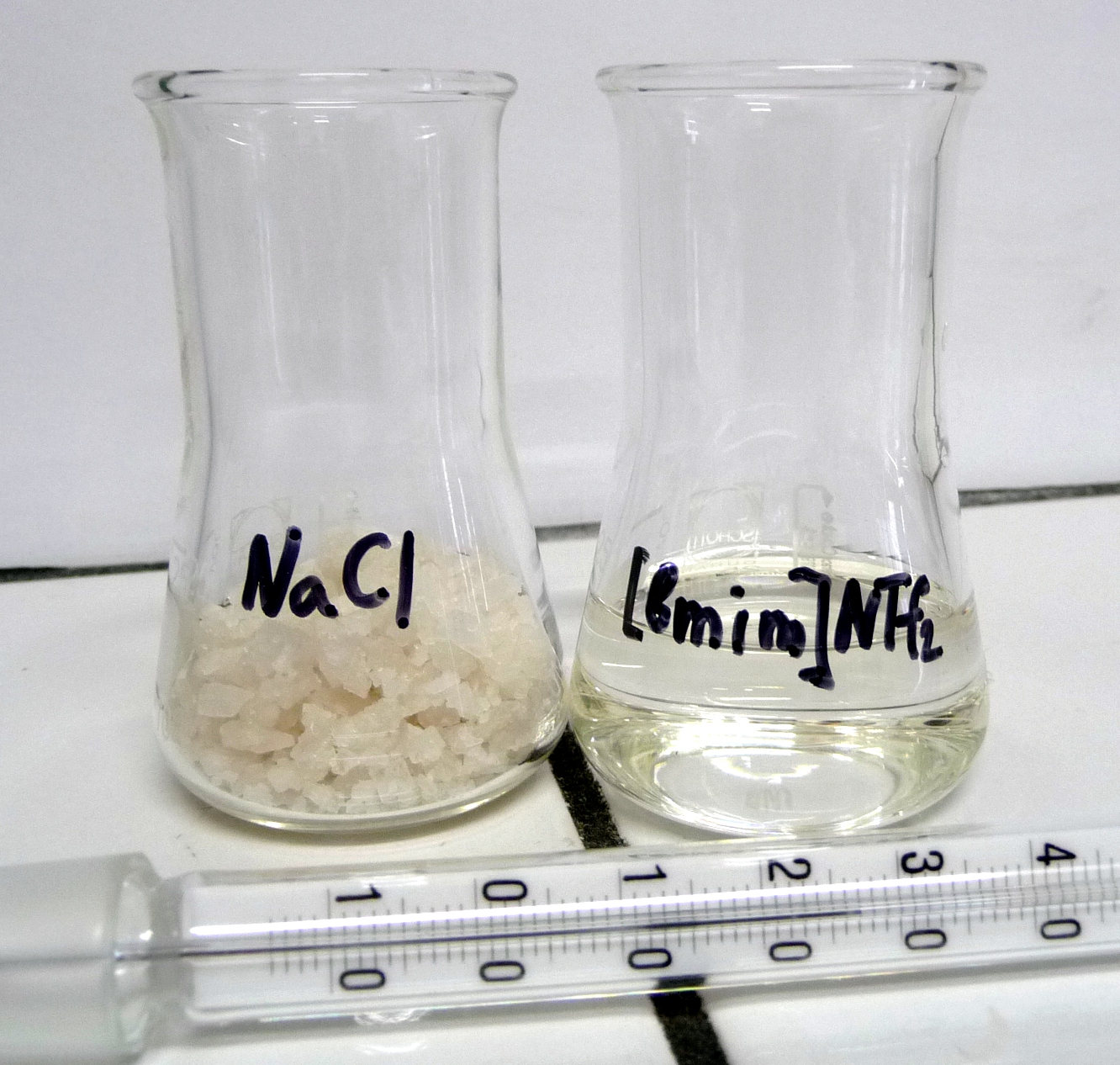
Поваренная соль NaCl и ионная жидкость [bmim]NTf_{2} при температуре в 27 °C

Ионные жидкости в твёрдом состоянии представляют собой порошки либо воскообразные субстанции белого, либо желтоватого цвета. В жидком состоянии бесцветны, либо с желтоватым оттенком, который обусловлен небольшим количеством примесей. Одно из характерных свойств ионных жидкостей – это их высокая вязкость, которая затрудняет работу с ними.
Основная характеристика ионных жидкостей это их низкая температура плавления, обусловленная стерической затруднённостью структуры, которая усложняет кристаллизацию. Например, 1-этил-3-метилимидазолий дицианамид, [C2mim][N(CN)2], плавится при Tпл = −21 °C, хлорид пиридиния, [PyH]Cl, плавится при Tпл = 144.5 °C но бромид 1-бутил-3,5-диметилпиридиния , [N-бутил-3,5-диметил-Py]Br, остекляется только ниже Tзатв = −24 °C.

## Классификация
Ионные жидкости можно условно классифицировать следующим образом:  
- Состоящие из органического катиона и неорганического аниона
- Состоящие из неорганического катиона и органического аниона
- Полностью органические ионные жидкости
- Полностью неорганические ионные жидкости
- Хиральные ионные жидкости

## Получение и очистка

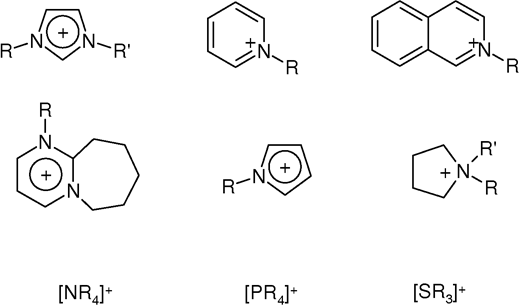
Часто используемые катионы для ионных жидкостей

### Реакции кватернизации
Формирование катиона может быть осуществлено как реакцией с кислотой, так и кватернизацией амина, фосфина или сульфида. Для выполнения последней часто используют галогеналканы или диалкилсульфаты.
Реакция кватернизации очень проста — исходный амин (или фосфин) смешивают с необходимым алкилирующим агентом, нагревают при перемешивании, в большинстве случаев без растворителя. Время реакции и температура нагрева зависят от галогеналкана. Реакционная способность возрастает от хлора к йоду. Фторпроизводные таким способом получить невозможно.

### Реакции обмена анионами
Можно разделить на две категории: прямая реакция галогенидных солей с кислотами Льюиса и метатезис (обмен) анионов.
Получение ионных жидкостей реакцией кислоты Льюиса (чаще всего AlCl3) с галидной солью было доминирующим способом на ранних этапах исследований.

Например, реакция получения ионной жидкости реакцией хлорида этилметилимидазолия с хлоридом алюминия (кислота Льюиса): 
 [EMIM]+Cl− + AlCl3 → [EMIM]+AlCl4−

Смысл реакции метатезиса солей заключается в формировании новой пары солей, которые можно было бы легко разделить, основываясь на их разных физических свойствах. Например, получая галогениды серебра (которые выпадают в осадок), или кислоты, которые могут быть легко отделены промыванием ионной жидкости водой (только для ионных жидкостей, несмешивающихся с водой).
Например, реакция хлорида этилметилимидазолия с гексафторфосфорной кислотой 

[EMIM]+Cl− + HPF6 → [EMIM]+PF6− + HCl 
 В результате реакции образуется несмешивающаяся с водой ионная жидкость, а побочный продукт, соляная кислота, остаётся растворенной в воде.

### Получение в промышленности
Несмотря на лёгкость получения ионных жидкостей в лабораторных условиях, не все методы применимы в промышленных масштабах из-за своей дороговизны. Ионные жидкости позиционируются как «зелёные растворители», но при их производстве зачастую используются большие количества органических растворителей, зачастую для очистки ионных жидкостей от галогенов. Все эти недостатки должны быть устранены при переходе к многотоннажным синтезам. Например, фирма Solvent Innovation предложила, запатентовала и производит тонновыми количествами ионную жидкость, которая получила торговое название ECOENG 212. Она соответствует всем требованиям зелёной химии: она не токсична, способна разлагаться, попав в окружающую среду, не содержит примесей галогенов, при её производстве не применяются органические растворители, а единственным побочным продуктом является этиловый спирт.

### Очистка
Поскольку ионные жидкости невозможно очистить перегонкой (давление их насыщенного пара составляет порядка 10-13 мбар) то на практике очищают исходные соединения, из которых собираются получать ионную жидкость. Теоретически можно отогнать любые органические примеси из ионной жидкости, так как многие из последних устойчивы к нагреванию до очень высоких температур: не разлагаются вплоть до 400 °C. Также можно очистить ионные жидкости активированным углем, с последующей фильтрацией через короткую колонку с нейтральным оксидом алюминия. Воду отгоняют нагреванием в течение нескольких часов до 60 °C при пониженном давлении.
В промышленности способность ионных жидкостей к очистке для повторного использования играет важнейшую роль из-за высокой стоимости последних. Эффективность варьируется от плохой до очень хорошей.
Предлагаются различные инновационные методы. Например, экстракция продуктов суперкритическим CO2
 или мембранные техники . Кроме того, перспективным кажется направление сдачи ионных жидкостей предприятиям в аренду, для одноразового пользования. Таким образом одна фирма будет заниматься поставкой и очисткой растворителя для другой, которая будет экономить средства за счёт многоразового использования растворителя.